# The Kiss in the Tunnel
The Kiss in the Tunnel è un film del 1899 di George Albert Smith, uno dei primi registi del cinema inglese, appartenente alla scuola di Brighton.
Il film, dell'epoca pionieristica, è particolarmente interessante nella storia del cinema perché è uno dei primi dove una storia è composta da più di una scena (in questo caso due) con un montaggio che sviluppa linearmente la storia (senza cioè salti temporali).

## Trama
Il film inizia con l'inquadratura di un tunnel, dal quale esce un treno che scorre sul binario accanto: il soggetto del treno che passava vicino alla cinepresa era tipico dell'epoca, si pensi solo a L'arrivo di un treno alla stazione di La Ciotat dei Lumière (1896). In questo caso però si va oltre, infatti poco dopo l'inquadratura si muove e si scopre così che l'obiettivo è installato in testa a un altro treno, che a sua volta entra nel tunnel.
Dentro il tunnel c'è uno stacco su una carrozza, vista in spaccato, dove una coppia colta dall'oscurità si scambia qualche attenzione affettuosa e un casto bacio. Infine l'inquadratura torna sui binari e mostra l'uscita dal tunnel.